# Galilei Kör

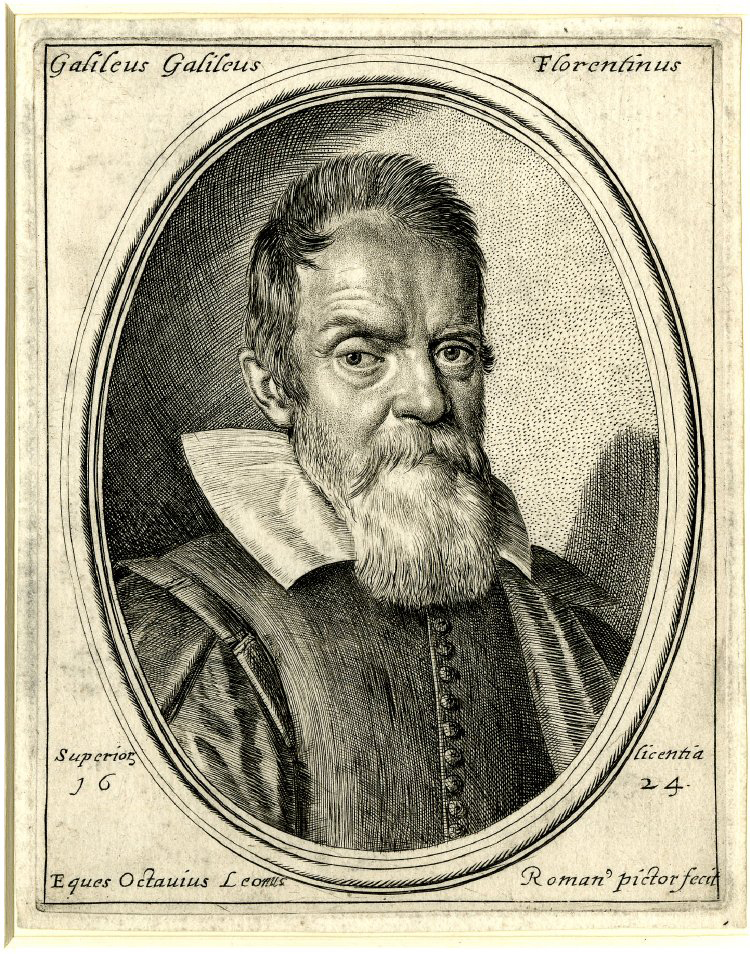
A diákkkör névadója, Galileo Galilei, akitől a legenda szerint az Eppur si muove (És mégis mozog (a Föld)) szállóige származik

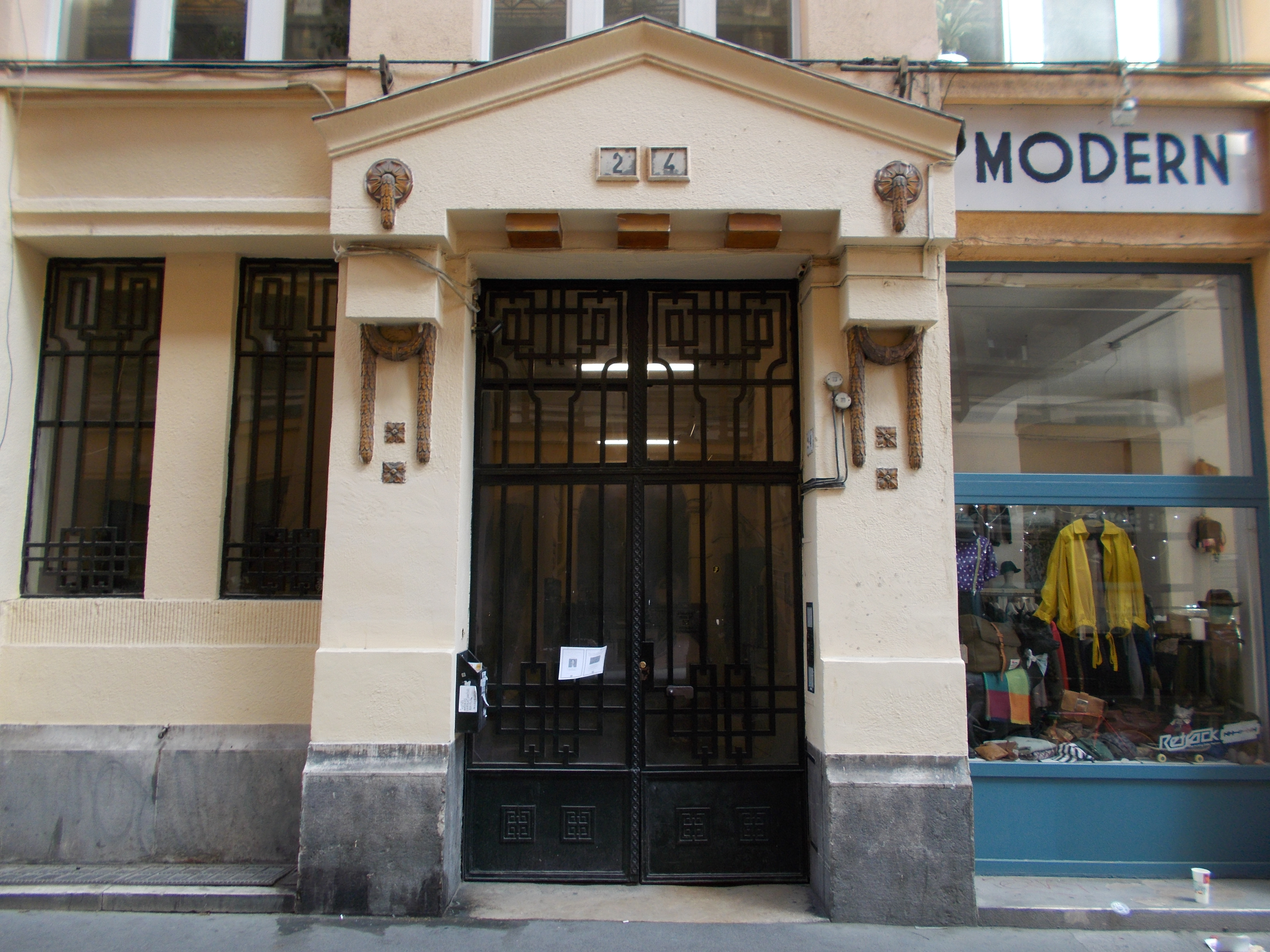
Az Anker köz 2–4. szám alatt a második emeleten volt a Galilei Kör klubhelyisége 1910 és 1919 között

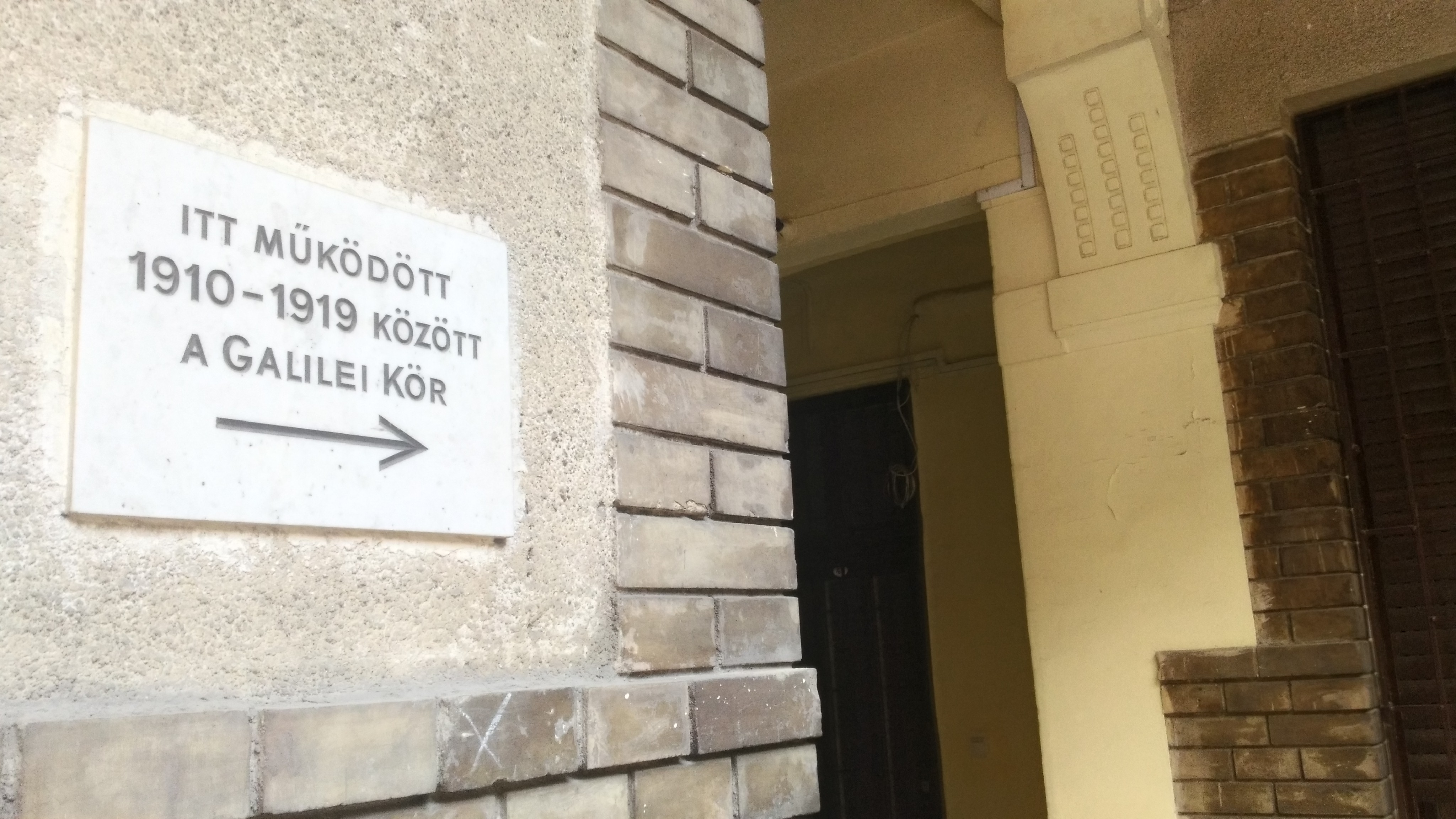
Az 1968-ban felavatott emléktábla az Anker köz 2–4. kapualjában, amelyet a rendszerváltáskor 1990-ben kalapáccsal szétvertek

A Galilei Kör ateista-szabadgondolkodó egyetemi hallgatók egyesülete volt Budapesten 1908 és 1919 között. Céljai közé tartozott a szabad tudományos kutatás, gondolkodás védelme az egyetemeken, a társadalomtudományok művelése, a szegény hallgatók szociális segítése, az antialkoholizmus propagálása, a nagybirtok-ellenesség és általánosságban a „magyar társadalmi felfogás átgyúrása”. 1910 körül a leglátogatottabb, minden dogma ellen harcot hirdető szabadgondolkodó diákegyesület volt. Tevékenységét a teljes működése alatt mindvégig jellemezte a szabadgondolkodó alapvetés, vagyis az állam és egyház teljes szétválasztását követelő antiklerikális program. A Kör feloszlatását követően a magyar konzervatív értelmiségiek bírálták a galileistákat azzal, hogy ők robbantották ki a magyarországi Tanácsköztársaság tragikus eseményeihez vezető őszirózsás forradalmat, és felelősek voltak Magyarország súlyos terület- és népességvesztésével járó trianoni békeszerződés döntéseiért.
 1990-ben a rendszerváltást követően azonnal összetörték a Galilei Körnek a szocialista rendszerben felavatott emléktábláját az Anker közben.

## Előzmények

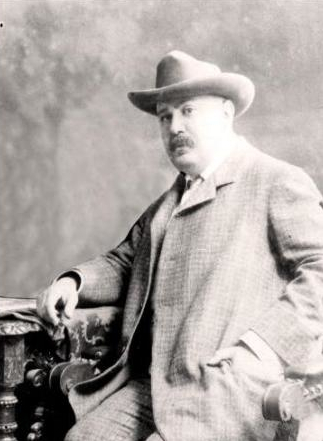
Pikler Gyula, a nagyhatású jogtudós professzor

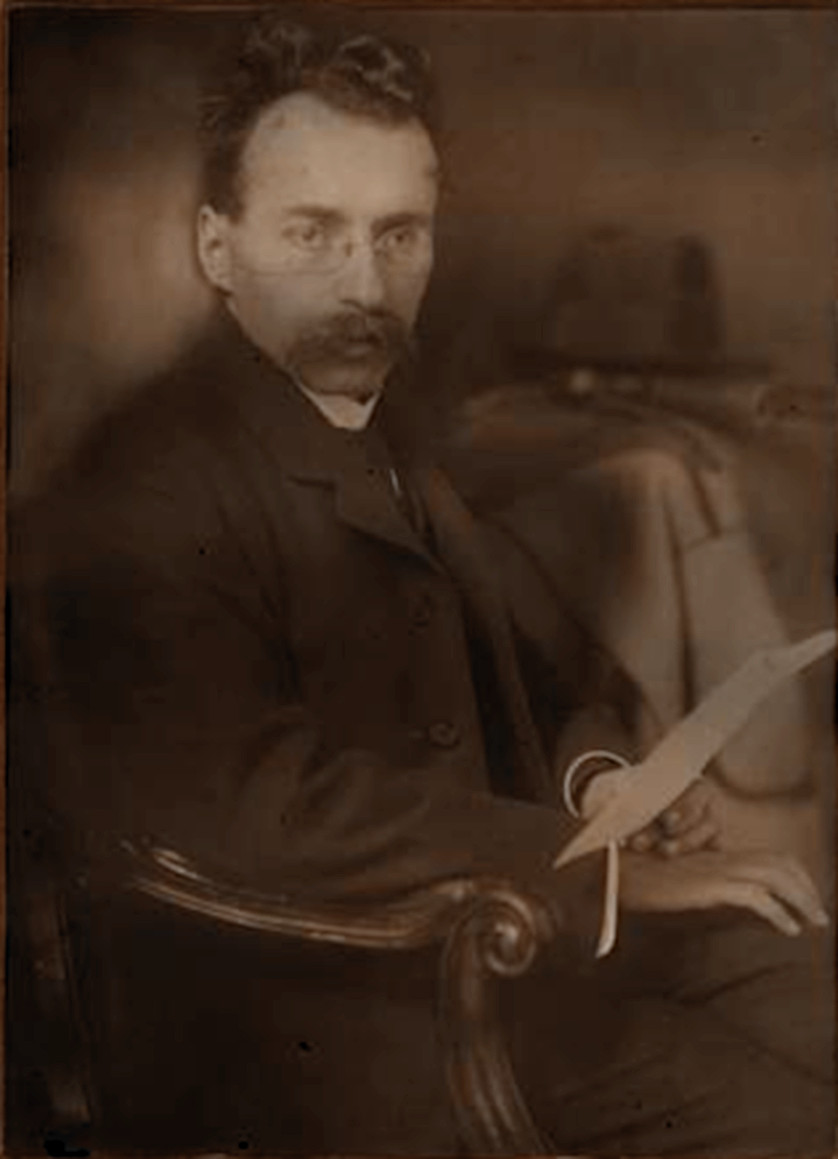
Szabó Ervin könyvtárigazgató, anarchoszindikalista forradalmár, a Kör egyik szellemi irányítója

A 20. század legelején feltűnő polgári radikális áramlatok mind a tudományos, mind a politikai életben új színfoltot jelentettek azáltal, hogy az akkor újdonságnak számító tudományág, a szociológia, pozitivizmus eredményeit igyekeztek felhasználni politikai, társadalmi céljaik elérése érdekében.
1901. január 23-án, zömében jogi végzettséggel rendelkező értelmiségiek megalapították a Magyar Társadalomtudományi Társaságot, amelynek célja a szociológia, a társadalmi lélektan és a gyakorlati szociálpolitika volt. Irányításában Jászi Oszkár, Pikler Gyula, Somló Bódog és Braun Róbert vettek részt. 1904-től a három éven keresztül megjelenő Világ című lap (szabadgondolkodó, ateista, materialista, monista, szocialista, munkásmozgalmi, népszerű tudományos lap) képviselte a szabadgondolkodók szellemiségét. Jászi Oszkár programadó cikke 1907-ben jelent meg „Az új Magyarország felé” címmel, a publicisztikájában diadalmasan jelenti ki, hogy A klerikálissá vedlett nacionalizmus végóráit éli, és a természettudományi megismerés és a proletariátus gazdasági szervezkedése által megtisztított levegőben napról napra nő és erősbödik az öntudatra jutott népek munkás demokráciája. Jászi ekkorra már a hazai progresszió és polgári radikalizmus szellemi vezérévé vált. 1906-tól kezdve a Társadalomtudományi Társaság egyre konkrétabban foglalkozott az aktuális politikai dialógus témáival is, soraikból nőtt ki az 1914-ben megalakult Polgári Radikális Párt.

## Története
A Galilei Kör Pikler Gyula ateista-evolucionista jogász professzor hatására és az ő személye körül jött létre 1908-ban, Budapesten, elsősorban szélsőbaloldali szellemiségű értelmiségi fiatalok csatlakoztak hozzá. A diákkör a nemzeti-keresztény egyetemi és főiskolai egyesületektől, például a katolikus Szent Imre Körtől, a protestáns Bethlen Gábor Körtől is, de a cionista hallgatók Makkabea Körétől is elhatárolta magát.
Az én célom az, hogy az Önök szívéből az olyan kicsinyes fogalmakat, mint a haza, nemzet kiirtsam.
A jobboldali egyetemi ifjúság Pikler előadásainak megzavarásával és tüntetésekkel próbálta a professzort ellehetetleníteni. A „Pikler-hecc” politikai üggyé vált az országos szinten formálódó keresztény jobboldali pártok számára. A jogtudós professzor védelmére szerveződő „haladó” baloldali egyetemi ifjúság diákcsoportjaiból nőtte ki magát és alakult meg, a Szabadgondolkozás Magyarországi Egyesülete támogatásával a Galilei Kör 1908. november 22-én. Eredetileg Piklerről akarták a Kört elnevezni, ő azonban maga helyett az eppur si muove szállóige hősét, a tudomány igazsága mellett kiálló Galileo Galileit ajánlotta. Heller Ágnes filozófus szerint Galilei talán a modern tudomány voltaképpeni megalapozójának tekinthető.
Meg kell állapítanunk továbbá, hogy az ú. n. „radikalizmus” munkája különösen társadalompolitikai intézmények létrehozása érdekében az utolsó néhány évben igazán nagyszerű volt. A Társadalomtudományi Társaság, a Társadalomtudományi Szabad Iskola, a Magyar Tanítók Szabad Egyesülete, a kath. ifjak Mária-kongregációját ellensúlyozni hivatott, felekezetnélküli Galilei Kör, a Választójogi Liga, a Reform Klub stb. mind a radikális szksség alkotásai, amelyek a magyar társadalmi felfogás átgyúrásának nehéz munkájában már is jelentős szerepet töltenek be. (…) Itt az ideje, hogy ez aknamunkának gátat vessünk. Valamint a Mária-ifjak kongregációját a szks szellemű ifjúsági egyletek és internátusok fogják ellensúlyozni…
A kör első elnöke Polányi Károly volt, ő szerkesztette a kör folyóiratát is, a Szabadgondolat című kiadványt. 
A Szabadgondolat folyóiratban rendszeresen megjelentek Ady Endre cikkei is. „A Galilei Kör, bocsánat, alakulásakor talán nem is sejtette, hogy olyan grandiózus föladatot vállalt, amelyhez képest talán még az orosz diákifjúságé is vigalom vagy beteg kétségbeesés” – írta lelkesen 1913 novemberében. A galileisták diákszociológiai felméréseket végeztek, pályázatokat hirdettek, könyveket adtak ki, folyóiratot működtettek (Galilei Kör Könyvtára, Galilei Füzetek).
A szervezet politikamentességre törekedett, de a haladáspárti polgári értelmiség szervezetei, a Szociáldemokrata Párt egyes vezetői és a marxizmus legkiválóbb magyar ismerője, a Szociáldemokrata Pártból már kilépett Szabó Ervin is támogatták. Szabó Ervin meg volt győződve, hogy a magyar társadalmi rend mélyreható átalakítását parlamentáris úton elérni nem lehet.
Egy időben a kör titkára volt többek között Rákosi Mátyás, Korvin Ottó és Pogány József is. Egyik alapítója volt Lukács György filozófus később a magyarországi Tanácsköztársaság helyettes közoktatásügyi népbiztosa. A diákegyesület elnöke és vezető személyiségei voltak Rubin László, Turnowsky Sándor, Gyulai László, Kende Zsigmond, Dukesz Artúr. Az egyesület ünnepségein néha Ady Endre is beszédet mondott, szavalt és beszélt a kör tagjai között létrejött „heves nem közönséges, lelki és harci összetartozás”-ról. Raffay Ernő történész szerint, az egyik fővárosi szabadkőműves páholyhoz is kötődő kör, rendszeresen rendelt Adytól politikai verseket. Ady néhány versét a Galilei Körnek ajánlotta: Új, tavaszi seregszemle, Véres panorámák tavasza, Üzenet egykori iskolámba, Kétféle velszi bárdok, Izgága Jézusok. A Körben kezdetektől előadtak a polgári radikális és szociáldemokrata értelmiségiek – Jászi Oszkár, Szende Pál, Szabó Ervin, Kunfi Zsigmond, Rónai Zoltán, Varga Jenő. A Galilei Kör tagja és népszerű előadója volt Faber Oszkár, aki a Magyarországi Tanácsköztársaság idején az Országos Vallásügyi Likvidáló Bizottság elnöke volt.

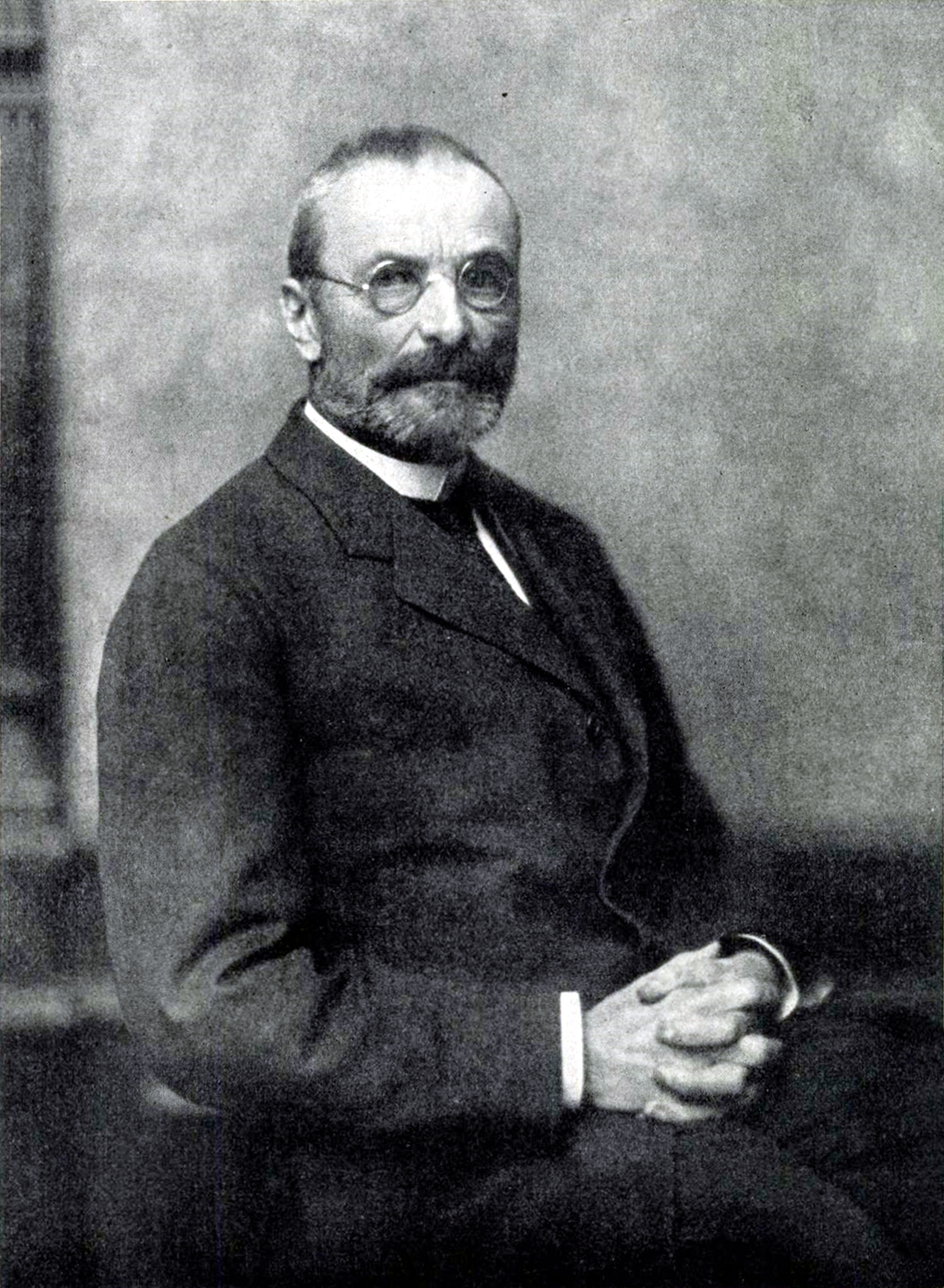
Tisza István gróf 1917-ben: négy merényletet követtek el ellene, amiből egyet a Galilei Kör tagja követett el

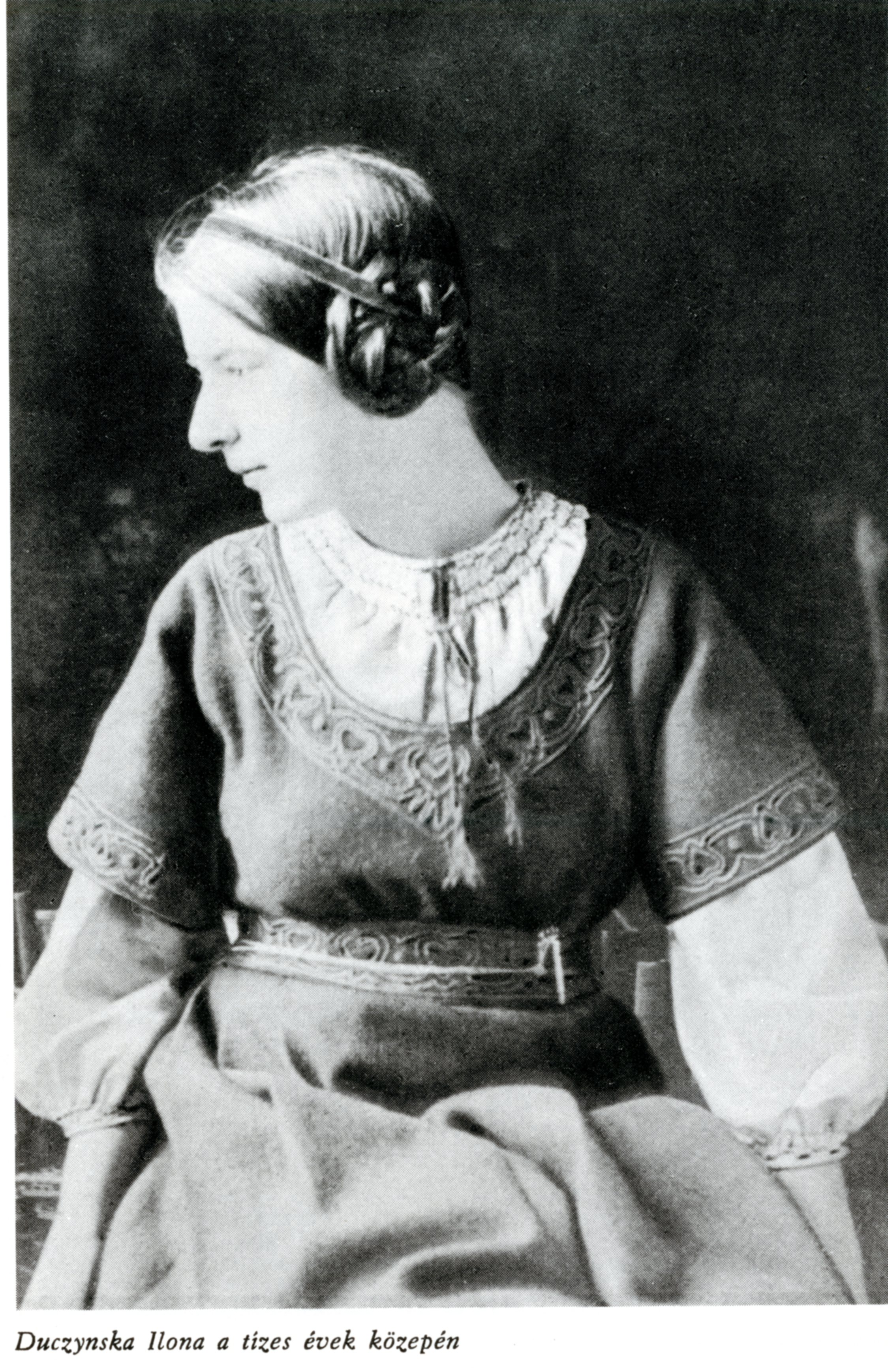
Duczyńska Ilona, aki 1917-ben jelentkezett, hogy lelövi Tisza Istvánt

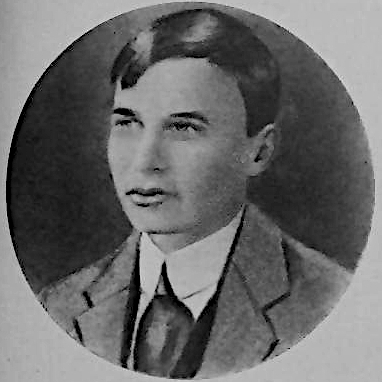
Lékai János, a Galilei Kör ifjú tagja, aki sikertelenül próbálta megölni Tisza István miniszterelnököt 1918. október 17-én a parlament IV. számú kapuja előtt

A Galilei Kör az első világháború alatt 1915-től háborúellenes agitációt, propagandát folytatott kezdetben pacifista előadások formájában, majd a kör egy csoportja (lásd forradalmi szocialisták) illegális tevékenységbe is kezdett. A forradalmi szocialistákhoz tartoztak Duczyńska Ilona, Sugár Tivadar, Sisa Miklós, Haász Árpád és még mások, akiket kezdetben Kelen Jolán vezetett és akik 1917 őszén Szabó Ervin szellemi irányításával háborúellenes röplapokat sokszorosítottak és terjesztettek. Duczyńska Ilona 1917-ben Szabó Ervin biztatására jelentkezett lelőni pisztollyal Tisza Istvánt. A galileisták antimilitarista tevékenysége a Duczyńska–Sugár-csoport akcióival tetőzött. A Galilei körben megtartott házkutatás alkalmával olyan adatok jutottak a rendőrség birtokába, amelyek alapján a Galilei Kör vezetősége ellen a Katonatestvéreink című röpirat terjesztése miatt nyomozás indult. Röpiratok szerkesztése, terjesztése vádjával a csoport tagjai, a kör vezetői közül 1918 januárjában többeket letartóztattak, a Galilei Kör klubhelyiségeit bezárták. Az 1918. szeptember végén befejeződött Galilei-per során Duczyńska Ilona és Sugár Tivadar fővádlottakat két illetve három év börtönre ítélték. Lékai János költő és a baloldali körök az első számú háborús bűnöst Tiszában látták, akit 1918. október 16-án, a fanatikus és tüdőbeteg, ezért a halálra szánt 23 éves Lékai, a Galilei Kör és Korvin Ottó antimilitarista mozgalmának tagja megpróbálta agyonlőni, de pisztolya csütörtököt mondott, s így Tisza akkor még megmenekült. Két héttel Lékai merénylete után azonban egy terrorcsoport már sikeresebb volt és Tisza István életét vesztette a merénylet során. A szabadgondolkodók elérték céljukat. Tehát 1918. október 31-én végül sikerült Tisza Istvánt megölnie egy máig ismeretlen forradalmár csoportnak, akit az antant sajtója 1918-ban a központi hatalmak harmadik legfontosabb emberének, a „leggyűlöletesebb ellenség”-nek tekintett.
A Galilei Kört 1918. október végén, az őszirózsás forradalom idején újra megnyitották. A Galilei Kör tagjai közül sokan kommunista népbiztosok, népbiztos-helyettesek és népbiztossági funkcionáriusok lettek.
A Fővárosi Könyvtárban Szabó Ervin szakértő könyvtárosgárdát nevelt és tanított be. Bár 1918. szeptember 30-án elhunyt, de a munkatársai, Dienes László, Kőhalmi Béla, Pikler Blanka bibliográfus, Braun Róbert szociológus, Madzsar József orvos, természettudós folytatták a munkáját a bukásig. A Fővárosi Könyvtár 1946-ban vette fel Szabó Ervin nevét, ami a rendszerváltozás után is megmaradt.
A Galilei Kör tagja álltak díszőrséget 1919 januárjában Ady Endre költő Nemzeti Múzeumban fölravatalozott koporsója mellett.

A Tanácsköztársaság bukása után a szervezetet feloszlatták, összes iratait elkobozták, a helyiséget lepecsételték. Tagjai közül sokan emigráltak, és többségük Bécsben talált menedéket. Jászi Oszkár május elsején érkezett Bécsbe. Néhány héttel később követte őt Szende Pál, Polányi Károly, majd még igen sokan a betiltott Huszadik Század című folyóirat kollektívájából és a feloszlatott Galilei Kör egyesületi tagságából Rédei József, Dániel Arnold, Fazekas Sándor, Lorsy Ernő, Madzsar József, Fényes László és az a Kéri Pál is, aki a Tisza elleni halálos merénylet értelmi szerzője volt, aki a Tisza-per egyes tanúvallomásai szerint a gyilkosság napján délután négy körül elővette az óráját, majd kijelentette: „Tisza másfél óra múlva már nem él.”
Polányi Károly 1929-ben úgy vonta meg a Galilei Kör mérlegét, hogy Magyarország megmenthető lett volna, ha a forradalmi értelmiség szervezett, célirányos kapcsolatot teremt a nemzetiségekkel, a munkássággal és a parasztsággal. Azonban szerinte a diákcsoport kezdeményezéseiből hiányzott az összefogó elem, a politikai koncepció.

## A Galilei Kör által szervezett előadások
Az 1914 és 1918 közti időszakban két első világháborús előadássorozat különböző magyarországi „szabadoktatási” intézmények (pl. az Erzsébet Népakadémia) előadássorozataiba illeszkedett.
A Galilei Kör 1915 novemberében indította el a Társadalmi problémák a háború után című előadássorozatát, amelyre a Társadalomtudományi Társaság polgári radikális és szociáldemokrata értelmiségijeit hívták meg előadónak. Novemberben és decemberben Rónai Zoltán Nemzeti kultúra és nemzetközi kultúra, Varga Jenő Gazdasági problémák a háború után, Szalay Károly Háború és pedagógia, Pikler J. Gyula Vámunió, Bernáth Ottó Valutáris kérdések a háború után, Garami Ernő Az Internacionálé a háború után, Kunfi Zsigmond A szocializmus föladatai a háború után, Berend Miklós Gyermekvédelem a háború után, Zádor Pál Szociálpolitika a háború után és Szende Pál Adókérdés a háború után címmel tartottak előadást a Galilei Kör szervezésében, a Társadalomtudományi Társaság nagytermében. Kunfi, Szende és Zádor Pál előadásairól tudósítások is fönnmaradtak.

## A Galilei Kör könyvismertető szemináriumai 1916–1917-ben
Karl Liebknecht, Norman Angell, George Bernard Shaw, Jean Jaurès, Gustave Hervé munkái.

## A Galilei Kör elnökei
- Polányi Károly
- Rubin László
- Sisa Miklós

## A Galilei Kör titkárai
- Rákosi Mátyás

## Előadók a Galilei Körben
- Wilhelm Ostwald (1912)
- Babits Mihály
- Balázs Béla
- Karinthy Frigyes
- Sugár Tivadar
- Polányi Károly: A bolsevizmusról (1918)
- Villem Ernits

## Kiadványaik
- Galilei Kör Könyvtára
- Galilei Füzetek
- Szabadgondolat (1911–1914 és 1918–1919)

## Kapcsolódó szócikk
- Forradalmi szocialisták
- Vasárnapi Kör